# Munição traçante

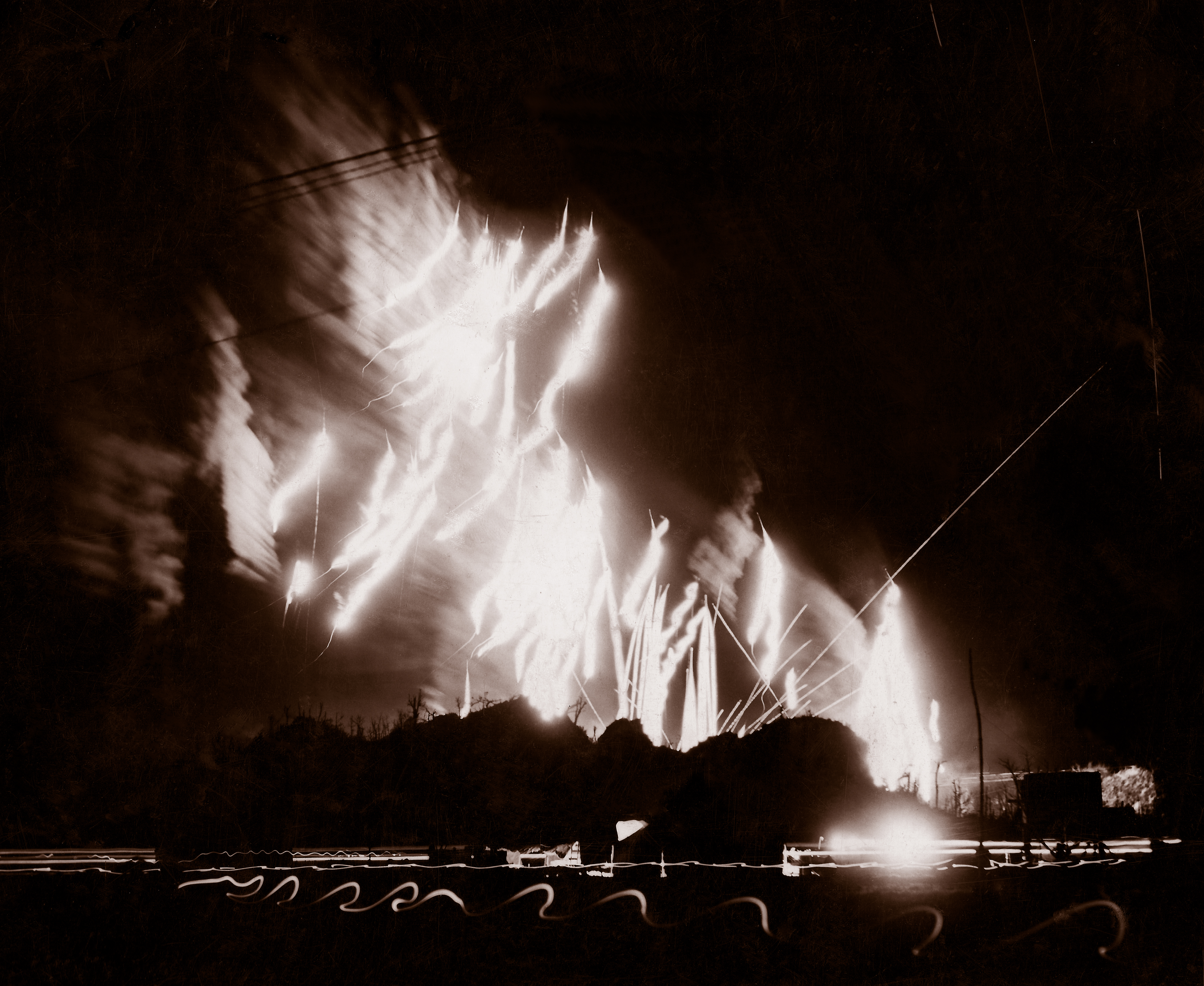
Um "time lapse" de disparo de munição traçante japonesa em um avião americano em Peleliu (1944).

Munição traçante é um tipo de munição de arma de fogo que contém uma pequena carga pirotécnica em sua base. Quando disparada, a composição pirotécnica é inflamada pela pólvora em chamas e queima muito intensamente, tornando a trajetória do projétil visível a olho nu durante o dia, e muito brilhante durante o disparo noturno. Isso permite ao atirador traçar visualmente a trajetória de voo do projétil e, assim, fazer as correções balísticas necessárias, sem ter que confirmar os impactos do projétil e sem mesmo usar a mira da arma. A munição traçante também pode ser usada como uma ferramenta de marcação para sinalizar a outros atiradores para concentrarem seu fogo em um alvo específico durante a batalha.

## Histórico

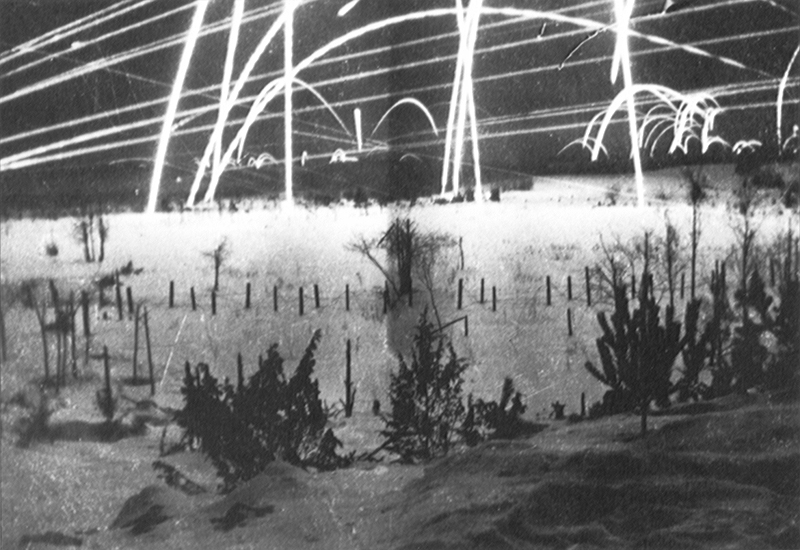
Fogo de munição traçante na fronteira Soviético-Finlandesa durante a Guerra de Inverno.

Existem manuais de fogos de artifício do século XIV especificando uma maneira de fazer "balas de canhão em chamas", com piche, pólvora, uma capa de tecido / cordame e, finalmente, untá-los com banha e sebo. No entanto, eles não estavam disponíveis para armas pequenas e, antes do desenvolvimento da munição traçante, os artilheiros ainda confiavam em ver o impacto de suas balas para ajustar sua mira. No entanto, nem sempre eram visíveis, especialmente porque o alcance efetivo da munição aumentou dramaticamente durante a segunda metade do século XIX, o que significa que as balas poderiam atingir uma milha ou mais de distância em fogo de longa distância. No início do século XX, os projetistas de munições desenvolveram balas "holofotes", que criariam um flash ou nuvem de fumaça no impacto para aumentar sua visibilidade. No entanto, esses projéteis foram considerados uma violação da proibição das Convenções de Haia de "balas explodindo". Essa estratégia também era inútil quando atirando contra aeronaves, pois não havia nada para os projéteis atingirem se errassem o alvo. Os designers também desenvolveram balas que deixariam uma trilha de fumaça branca. No entanto, esses projetos exigiam uma quantidade excessiva de perda de massa para gerar uma trilha satisfatória. A perda de massa a caminho do alvo afetou severamente a balística da bala.
O Reino Unido foi o primeiro a desenvolver e introduzir um "cartucho traçador", uma versão do cartucho .303 British em 1915. Os Estados Unidos introduziram uma munição traçante em .30-06 em 1917. Antes de adotar pontas vermelhas (e posteriormente de outra cor) para identificar a munição traçante, as munições traçantes americanas eram identificadas por estojos de cartucho escurecidos.
As munições traçantes provaram ser úteis como uma contramedida contra os zepelins usados pela Alemanha durante a Primeira Guerra Mundial. Os dirigíveis foram usados para operações de reconhecimento, vigilância e bombardeio. As balas normais tinham apenas o efeito de causar um vazamento lento, mas as munições traçantes podiam incendiar os sacos de gás de hidrogênio e derrubar o dirigível rapidamente.
Na Segunda Guerra Mundial, a tripulação naval e os fuzileiros dos Estados Unidos recebeu cartuchos traçantes com suas armas secundárias para uso em sinalização de emergência e também para defesa.